# دولت نخست اسدالله علم
دولت نخست اسدالله علم یکی از دولت‌های دوران پادشاهی مشروطه در دورهٔ پهلوی است که از تیر تا بهمن ۱۳۴۱ فعالیت کرد. رئیس این دولت، اسدالله علم بود.
امیر اسدالله علم به تاریخ پنج‌شنبه ۲۸ تیر ۱۳۴۱ به‌فرمان محمدرضاشاه مأمور تشکیل دولت گردید. وی هیئت وزیران خود را روز ۳۰ تیر به حضور شاه معرفی کرد.
هنگامی که اسدالله علم در تیر ۱۳۴۱ به مقام نخست‌وزیری رسید، اعضای رهبری حزب مردم تصور کردند که علم دبیرکل پیشین حزب، ارزشی برای آنان قائل خواهد شد و احتمالاً مناصب بالای حکومتی را میان آنان تقسیم خواهد کرد. اما علم به زودی نشان داد که قصد ندارد در دوران نخست‌وزیری خود برای حزب مردم امتیاز و یا جایگاه خاصی قائل شود و دولت خود را «مطیع اوامر اعلیحضرت» و «غیرحزبی» خواند.
در جلسه دوشنبه ۲۹ بهمن ۱۳۴۱ نخست‌وزیر پیشنهاد کرد از آنجا که اجرای مواد ششگانه اصلاحی شاه به نیروی تازه‌تری احتیاج دارد، لازمست دولت فعلی استعفای خود را تقدیم دارد. بدین جهت دولت علم در تاریخ ۲۹ بهمن ۱۳۴۱ مستعفی گردید.